# Min elskede (film fra 1940)
 For alternative betydninger, se Min elskede. (Se også artikler, som begynder med Min elskede)
Min elskede (russisk: Моя любовь) er en sovjetisk film fra 1940 af Vladimir Korsj-Sablin.

## Medvirkende
- Lidija Smirnova som Sjura
- Ivan Pereverzev som Ljosja
- Vladimir Tjobur som Grisja
- F. Tjernousko
- M. Kljutjarjova